# Lohajang
Lohajang är ett underdistrikt i Bangladesh. Det ligger i den centrala delen av landet, 27 km söder om huvudstaden Dhaka.
Trakten runt Lohajang består till största delen av jordbruksmark. Runt Lohajang är det mycket tätbefolkat, med 1 754 invånare per kvadratkilometer.